# Danièle Gaubert
Pour les articles homonymes, voir Gaubert.
Danièle Gaubert est une comédienne française, née le 9 août 1943 à Nuars (Nièvre) et morte le 3 novembre 1987 à Marseille.

## Biographie
Qualifiée par Jean Cocteau de « Plus belle femme du siècle »[réf. nécessaire], elle est lancée en 1959 par le film Les Régates de San Francisco, réalisé par Claude Autant-Lara et dont elle partage la vedette avec Laurent Terzieff.
Elle fait, à de nombreuses reprises, la couverture de revues.

### La période Raoul Lévy (1959-1961)
Raoul Lévy, le producteur de Et dieu créa la femme, la prend sous contrat de trois ans, et compte la lancer comme une nouvelle Brigitte Bardot. Après Les Régates de San Francisco, elle enchaine rapidement des films de Marcel Carné (Terrain Vague), de Henri Decoin (Le Pavé de Paris avec Jacques Riberolles), de Claude Autant-Lara (Vive Henri IV, vive l'amour avec Jean Sorel) et de Claude Boissol (Napoléon II l'Aiglon, avec Bernard Verley).
Bien que plusieurs de ses films soient bien accueillis par la critique, ils n'obtiennent pas le succès commercial attendu. Danièle Gaubert, en outre, n'intéresse pas les cinéastes de la Nouvelle Vague. Elle décide alors de tenter sa chance à l'étranger.

### L'aventure européenne (1962 -1963)
Elle joue sous la direction d'Eriprando Visconti Una Storia Milanese, qui reste son meilleur film. Traitant ouvertement de l'avortement, le film reçoit un accueil mitigé au festival de Venise et ne sort pas en France.
Elle enchaîne ensuite plusieurs films en Allemagne (Der Zigeuner Baron, Begegnung im Salzburg avec Curd Jurgens et Das Lieberspiel) ainsi qu'un film à la distribution internationale Flight from Ashiya avec Yul Brynner, qui n'obtiennent pas le succès escompté mais lui valent une forte notoriété en Italie et en Allemagne.

### Le retour au cinéma d'auteur (1967-1969)
Après quatre ans d'interruption dans sa carrière, due à l'interdiction faite par son mari et à la naissance de ses deux enfants, elle revient au cinéma avec Jacques Perrin dans un film de Pierre Granier-Deferre, Le Grand Dadais, puis dans le film d'Édouard Logereau La Louve solitaire avec Michel Duchaussoy.
Elle repart ensuite en Italie pour tourner Come, Quando, Perche avec Horst Buchholz, sous la direction d'Antonio Pietrangeli.
À son retour en France, Robert Benayoun l'embauche avec Serge Gainsbourg et Richard Leduc pour Paris n'existe pas, présenté au festival de Cannes en 1969.
Elle renoue avec des metteurs en scène anglo-saxons dont Radley Metzger pour Camille 2000, un remake érotique de La Dame aux camélias avec Nino Castelnuovo. Le film est tourné à Rome en anglais et diffusé aux États-Unis et en Amérique du Sud.
Dans Underground d'Arthur H. Nadel, avec Robert Goulet elle est une résistante dans la France occupée.
Morte prématurément d'un cancer, elle est inhumée à Curvalle, dans le département du Tarn.

### Vie privée
En 1964, Danièle Gaubert se marie avec Radhamès Léonidas Trujillo, fils de Rafael Leónidas Trujillo Molina, l'ex-dictateur de la République dominicaine, avec qui elle a deux enfants, Maria Danielle, née le 27 janvier 1965, et Leonidas Rhadames en 1966 ; ils s'installent en Normandie, mais divorcent en 1968.
Liée au champion de ski Jean-Claude Killy, elle tourne avec lui un film d'aventures, Snow Job (en) qui, malgré une large diffusion aux États-Unis et en Europe grâce à la notoriété du couple, n'obtient pas le succès espéré.
Ils se marient en 1972 et elle renonce à sa carrière. Une fille, Émilie, naît de leur union. Jean-Claude Killy adopte aussi les deux enfants issus du premier mariage de Danièle.

## Filmographie

### Cinéma
- 1959 : Les Régates de San Francisco : Lidia
- 1960 : Terrain vague : Dan
- 1961 : Napoléon II, l'Aiglon : Thérèse Pêche
- 1961 : Vive Henri IV... vive l'amour ! : Charlotte De Montmorency
- 1961 : Le Pavé de Paris : Arlette
- 1962 : Der Zigeunerbaron : Saffi
- 1962 : Une histoire milanaise (Una storia milanese), d'Eriprando Visconti : Valeria
- 1963 : Le Grand Jeu de l'amour (Das große Liebesspiel) d'Alfred Weidenmann : La Française
- 1963 : Deux Jours à vivre (de) (Begegnung in Salzburg) de Max Friedmann : Manuela
- 1964 : Les Trois soldats de l'aventure (Flight from Ashiya) : Leila
- 1967 : Le Grand Dadais : Emmanuelle
- 1968 : Paris n'existe pas : Angela
- 1968 : La Louve solitaire : Françoise
- 1969 : Camilla (Camille 2000) de Radley Metzger : Marguerite Gautier
- 1969 : Quand, comment et avec qui ? (Come, quando, perché) d'Antonio Pietrangeli et Valerio Zurlini : Paola
- 1970 : Underground : Yvonne
- 1972 : Vingt-huit secondes pour un hold-up (en) (Snow Job) de George Englund : Monica Scotti

## Théâtre
- 1959 : Le Vélo devant la porte de Marc-Gilbert Sauvajon d'après Desperate Hours de Joseph Hayes, mise en scène Jean-Pierre Grenier, Théâtre Marigny